# Megachile xylocopoides
Megachile xylocopoides är en biart som beskrevs av Smith 1853. Megachile xylocopoides ingår i släktet tapetserarbin, och familjen buksamlarbin. Inga underarter finns listade i Catalogue of Life.